# 安扎 (加利福尼亞州因皮里爾縣)
安扎（英語：Anza）是位於美國加利福尼亞州因皮里爾縣的一個非建制地區。該地的面積和人口皆未知。

## 地理
安扎的座標為32°48′01″N 114°29′54″W / 32.80028°N 114.49833°W，而該地的平均海拔高度為-14米（即-46英尺）。